# Licneremaeus costulatus
Licneremaeus costulatus är en kvalsterart som beskrevs av Sandór Mahunka 1982. Licneremaeus costulatus ingår i släktet Licneremaeus och familjen Licneremaeidae. Inga underarter finns listade i Catalogue of Life.